# Leo Fall
Leo Fall, avstrijski operetni skladatelj in dirigent, * 2. februar 1873, Olomouc, Češka, † 16. september 1925, Dunaj, Avstrija.

## Življenje
Glasbo je študiral na dunajskem konservatoriju. Leta 1895 je dobil službo operetnega dirigenta v Hamburgu. Nato je deloval še v Berlinu in Kölnu, po letu 1906 se je ustalil na Dunaju. Tam se je posvetil skladanju operet, po katerih je danes tudi najbolj znan. Večina njegovih del je bila zato krstno uprizorjena na Dunaju in tudi v Berlinu.

## Operete (izbor)
Njegovo najbolj poznano delo je opereta v dveh dejanjih Dolarska princesa, pred drugo svetovno vojno uprizorjena tudi na odru ljubljanske Opere. 
- Der Rebell (1905)
- Der fidele Bauer (1907)
- Dolarska princesa (1907)
- Ločena žena (1908)
- Brüderlein fein (1909)
- The Eternal Waltz (1911)
- Ljubi Avguštin (1912)
- Die Kaiserin (1916)
- Madame Pompadour (1922)
- Der süsse Kavalier (1923)